# Pisanica (gmina)
Pisanica – dawna gmina wiejska istniejąca w latach 1945–1954 w woj. białostockim (dzisiejsze woj. warmińsko-mazurskie). Siedzibą władz gminy była Pisanica.
Gmina Pisanica powstała po II wojnie światowej na terenie tzw. Ziem Odzyskanych (tzw. IV okręg administracyjny – Mazurski). 25 września 1945 roku gmina – jako jednostka administracyjna powiatu ełckiego – została powierzona administracji wojewody białostockiego, po czym z dniem 28 czerwca 1946 roku weszła w skład woj. białostockiego. Według stanu z 1 lipca 1952 roku gmina była podzielona na 15 gromad: Borzymy, Dudki, Grądzkie Ełckie, Jędrzejki, Kulesze, Laski Wielkie, Lisewo, Łoje, Makosieje, Pisanica, Romanowo, Romoty, Skrzypki, Strożne i Żydy.
Gmina została zniesiona 29 września 1954 roku wraz z reformą wprowadzającą gromady w miejsce gmin. Jednostki nie przywrócono 1 stycznia 1973 roku po reaktywowaniu gmin.